# 윤찬수
윤찬수(1986년 2월 16일~ )는 KBO 리그 전 LG 트윈스의 선수이다. 2009년 4분기 상무 야구단에 합격하여 2년간 병역의무를 이행한 후 원 소속팀인 LG 트윈스로 복귀하였고 2011년 가을 방출되었다. 2012년 5월 26일 새벽 국군체육부대 소속 시절 친분을 쌓은 승부조작의 장본인이자 전 프로 축구 선수인 김동현과 함께 서울 강남구 청담동의 한 빌라 주차장에서 귀가하던 부녀자를 납치한 혐의로 구속되었다. 현재 윤찬수는 공범인 김동현과 국민참여재판으로 진행하여  배심원 다수 평결로 공모를 인정하지 않고 김동현 강도 부분만 인정했으나 법원은 유죄를 인정했다. 항소심과 상고심을 거쳐2013년 1월 17일, 징역 2년 6월에 집행유예 3년이 확정됐다. 같은 날 김동현도 징역 3년이 확정되었다.(서울중앙지법2012고합732) 지금 현재 대구에서 윤선우라는 이름으로 활보하고 있다.(토토,안마시술소,등등)
2024년 각종 채무로 해외도피하여, 필리핀 등지에서 친동생 윤정민 군과 불법 온라인도박사이트를 운영중이다.